# Chorváty
Chorváty (in ungherese Tornahorváti) è un comune della Slovacchia facente parte del distretto di Košice-okolie, nella regione di Košice.